# 노르웨이 왕국 (1814년)
노르웨이 왕국(노르웨이어: Kongeriget Norge 콘게리게트 노르게[*])은 노르웨이 지역에서 1814년에 수립되고 해체된 왕국이었다.

## 역사
1814년, 나폴레옹 전쟁이 프랑스 측의 패배로 끝날 조짐이 보이자 스웨덴 왕국은 덴마크-노르웨이와 전쟁을 벌여 킬 조약을 체결하였다. 킬 조약에 의해 덴마크-노르웨이는 해체되고 노르웨이는 스웨덴에게 양도되기로 합의되었다. 
그러나 노르웨이는 킬 조약을 인정하지 않았고 자체적으로 노르웨이의 독립을 선포, 1814년 5월 17일에는 노르웨이 헌법을 반포하여 자국이 독립국임을 분명히했다. 이러한 노르웨이의 행보를 용납할 수 없었던 스웨덴의 칼 14세 요한은 1814년 7월 노르웨이를 침공하였고 스웨덴-노르웨이 전쟁이 발발하게 되었다. 
1814년 8월, 스웨덴과의 전쟁에서 패배한 노르웨이 왕국은 스웨덴 왕국과의 동군연합을 수락할 수 밖에 없게 되었다. 이로써 영국 해군의 해상 봉쇄에 대상이 되었지만 대체로 동군연합 안에 남아있었다. 스웨덴-노르웨이 연합 기간 동안 노르웨이는 자국의 헌법과 자치를 인정받았으나, 독립을 둘러싸고 종주국 스웨덴과의 지속적인 갈등을 빚었다. 결국 1905년 노르웨이가 독립하는 것으로 동군연합은 해체되게 되었다. 
비록 노르웨이인들의 민족주의적 열망이 1905년 스웨덴으로부터 독립하기까지 완전하게 실행되지는 않았지만, 1814년 노르웨이 왕국의 수립은 노르웨이가 완전한 독립국이 되기 위한 전환점이 되었다. 

## 참고 문서
- 킬 조약
- 노르웨이 헌법
- 크리스티안 프레데리크
- 칼 3세 요한